# Vol de véhicule

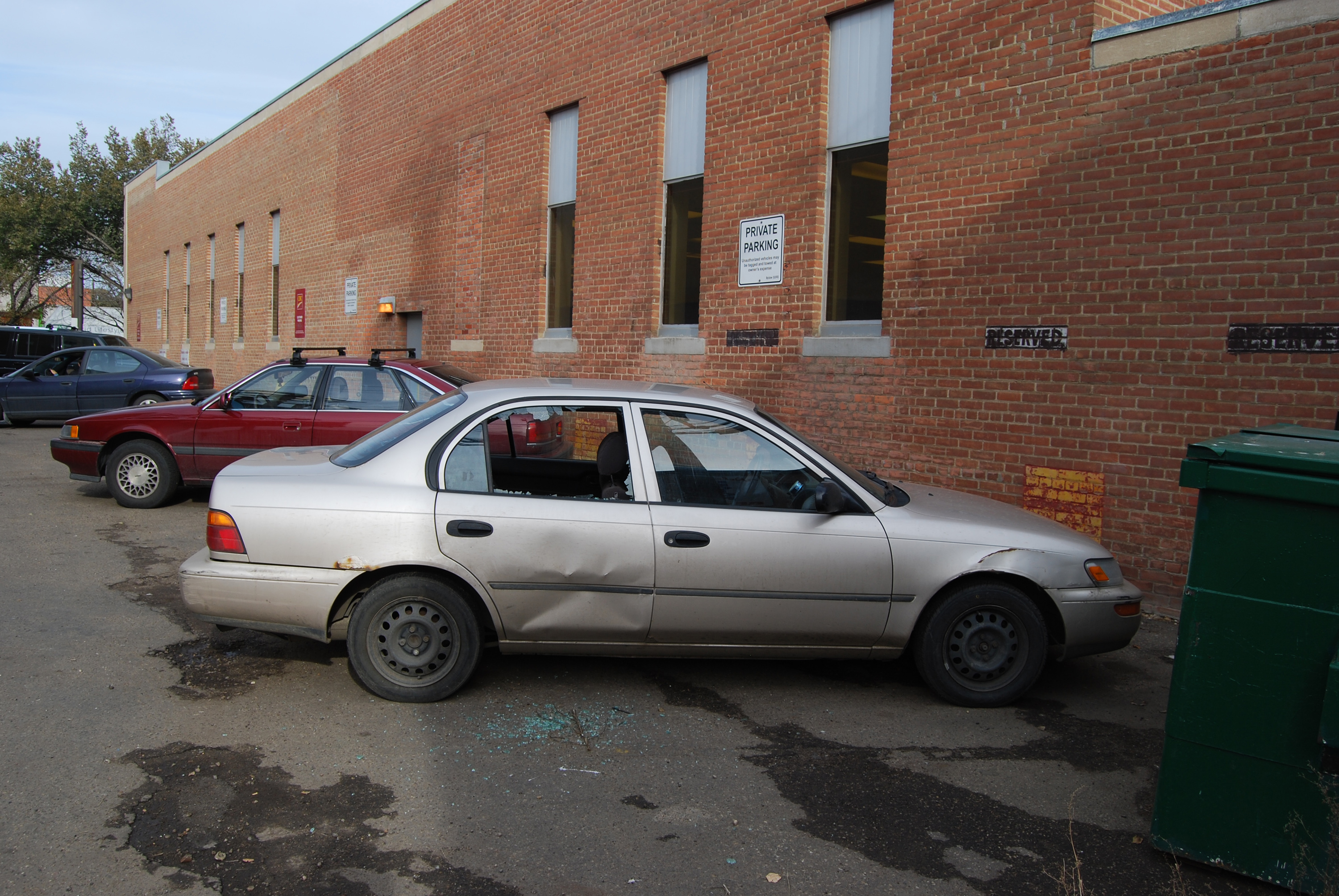
Voiture avec une vitre brisée.

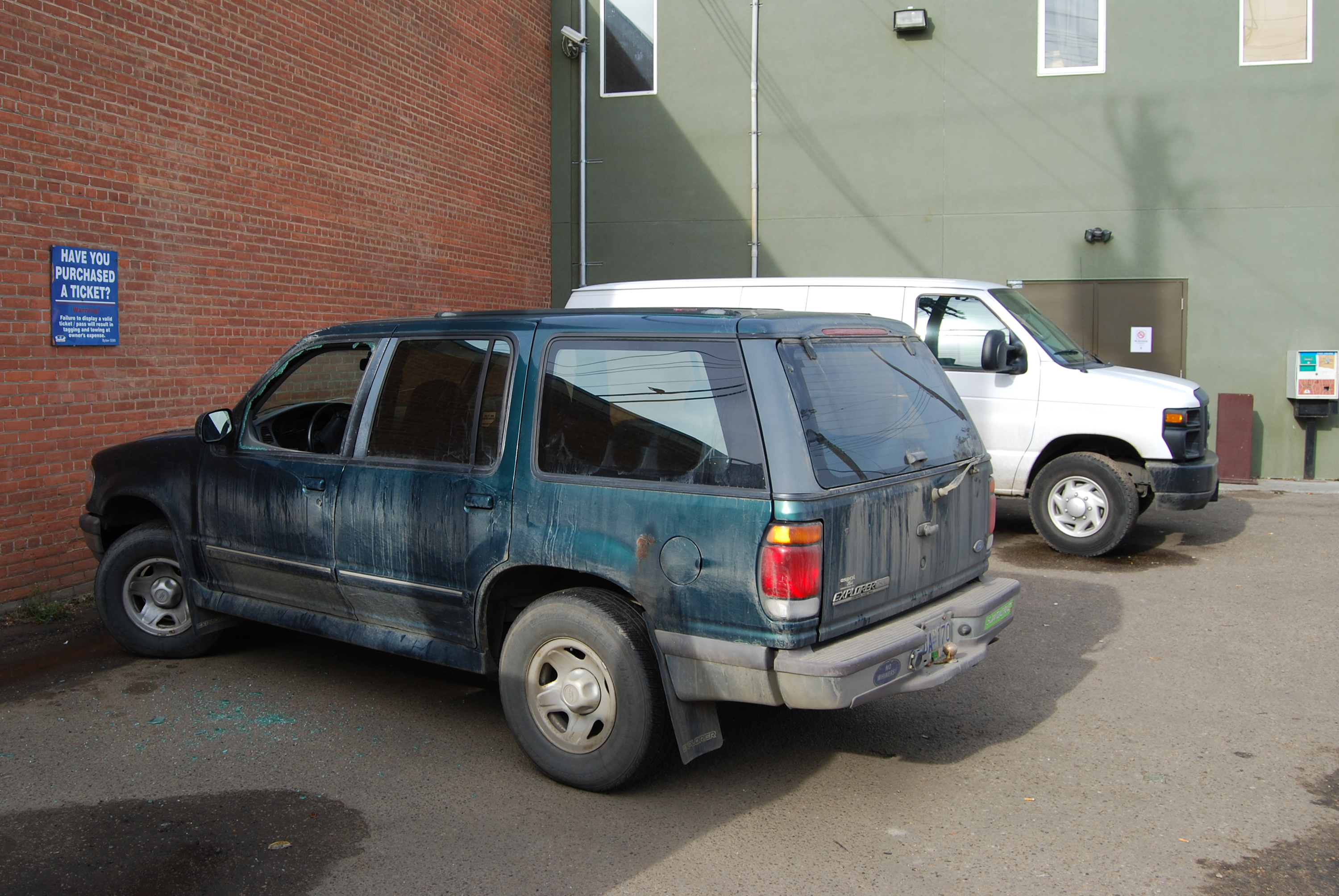
Ford Explorer avec une vitre cassée.

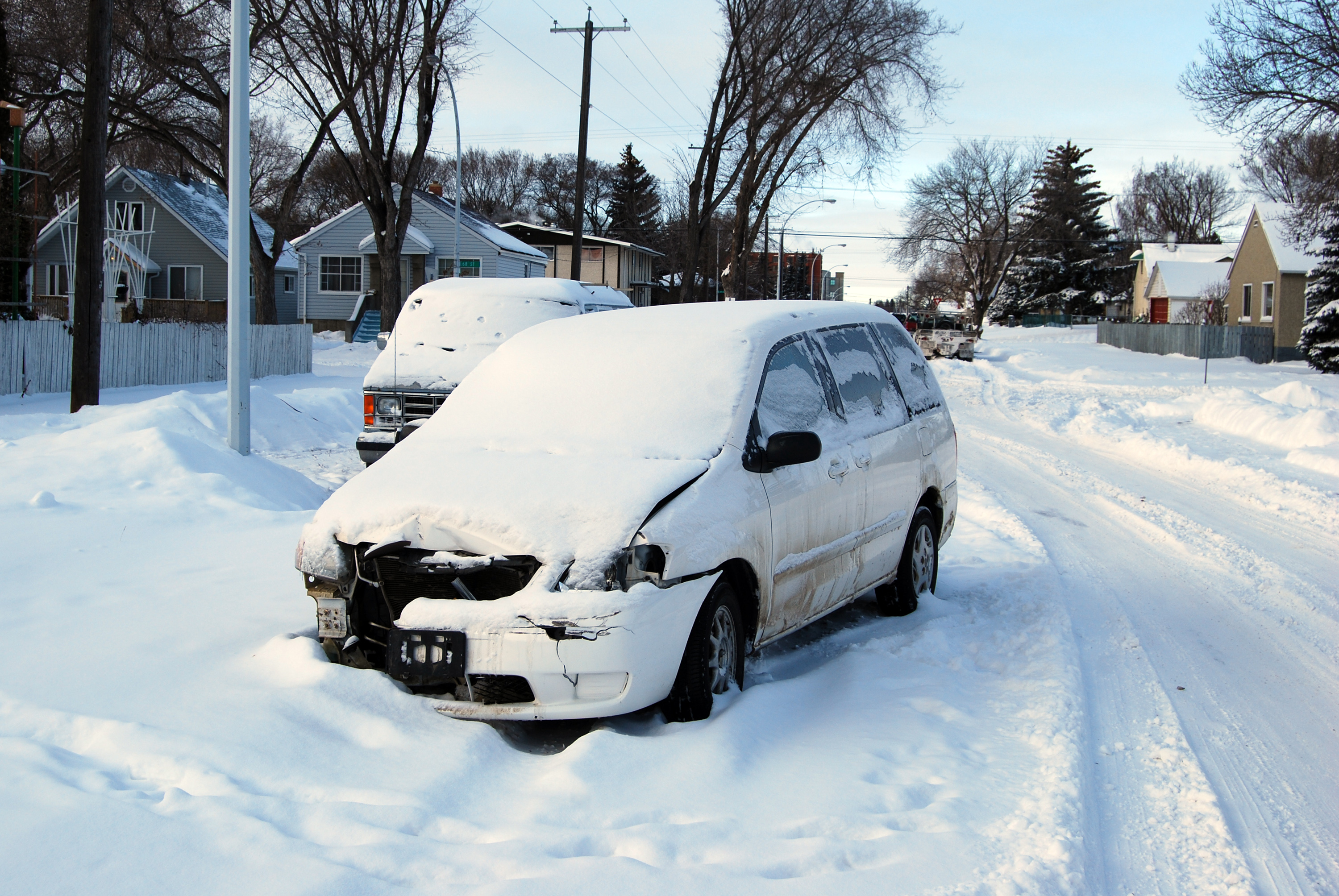
Véhicule abandonné après un joyride (vol par plaisir) à Edmonton, Alberta, Canada.

Le vol de véhicule est un vol concernant un véhicule motorisé.

## Modus operandi
- Piraterie routière

### Vol sans bris
Le « vol à la souris » ou mouse jacking (anglicisme) est un vol de voiture, sans bris, en faisant usage de l’informatique et de l’électronique.

## But des vols de voiture
- Vol par plaisir (joyride), par exemple pour un court trajet de style promenade.
- Vol de véhicule pour en commettre un autre, par exemple un braquage.

## Véhicules les plus volés

### États-Unis
Dans les années 2010 on peut citer parmi les véhicules les plus volés la Toyota Camry (meilleure vente des voitures aux USA), Honda Civic, Honda Accord, Acura Integra car elles sont les plus faciles à revendre avec les plus hautes marges.